# Наречений
Нарече́ний — чоловік, який вступає до шлюбу, один з двох центральних персонажів весільного обряду, нарівні з нареченою.

## Назва
Слово наречений пов'язане з наректи: тобто чоловіка «нарекали» майбутнім подружжям після згоди дівчини на сватанні до вступу у шлюб. Іноді в значенні «наречений» вживається слово жених, але згідно зі Словарем Грінченка, це слово наприкінці XIX — початку XX ст. означало «молодик, що залицається до дівчини і користується її взаємністю» (пор. женихання); ця назва мала місце тільки до офіційного сватання, після чого він йменувався вже молодим.

## Слов'янські традиції
Наречений утілює активну сторону обряду, від якої йде ініціатива шлюбу. Це знаходить вираження у використанні стосовно нареченого та його оточення військової, мисливської і т. д. символіки: у весільному фольклорі (мотиви полону, осади, вудіння риби, образ нареченого-мисливця), у термінології та й у самому обряді (взяття силою будинку нареченої, меч, стріла, риболовецька сітка і т. д. як атрибути весільних обрядів). Ритуальна демонстрація чоловічої влади яскраво представлена в російському весільному обряді. Перед відправленням на вінчання наречена повинна подати нареченому віжки на знак покірності майбутньому чоловіку, перед початком шлюбної ночі — роздягнути та роззути його і проситися у ліжко до того часу, як він дозволить їй лягти.
Разом з тим безпосередня участь самого нареченого у весільному обряді скоріше пасивна, ніж активна. Частіше за все він діє не сам, і через посередників: свата, дружку та інших поїжджанів, які можуть отримувати ті ж назви, що й наречений. Наречений рідко сватає наречена сам, а зазвичай він посилає сватів, інколи приєднується до них, але в перемовинах вже не бере участь. Лише у випадку викрадення нареченої наречений діє самостійно. Після сватання родичі нареченої можуть приїжджати оглядати дім і господарство нареченого, але сам наречений безпосередньої участі у цьому не бере. Наречений з родичами присутній на оглядинах нареченої (де і його інколи змушують показати себе: помірятись зростом з нареченою, пройтись, щоб упевнитися, що він не кульгавий) і на заручинах, де наречений та наречена обмінюються каблучками.

## Назви художніх творів
- «Наречений» — фільм (1911).
- «Наричений» — короткометражна комедія Елема Климова (1960), навмисно названа з орфографічною помилкою.
- «Наречений» — казка О. С. Пушкіна (1825).
- «Наречений напрокат» — фільм (2009).